# Svetlana Krivelyova
Svetlana Vladimirovna Krivelyova (em russo:  Светлана Владимировна Кривелёва, Bryansk, 13 de junho de 1969) é uma arremessadora de peso da Rússia.
Com uma longa carreira, Krivelyova tem como principais conquistas as medalhas de ouro dos Jogos Olímpicos de 1992 (competindo pela Equipe Unificada) e no Mundial de 2003.
A atleta havia conquistado uma medalha de bronze nos Jogos Olímpicos de 2004, herdada após o doping da russa Irina Korzhanenko. Porém, em 2012, esta medalha também foi caçada, pelo mesmo motivo. É praxe no COI guardar as amostras coletadas durante os Jogos Olímpicos por oito anos, para que elas sejam submetidas a novos testes toda vez que métodos mais modernos de análise sejam criados.
Sua melhor marca foi de 21,06 metros, conquistada nos Jogos Olímpicos de Barcelona.